# Tultitlán, Jalisco
Tultitlán är en ort i Mexiko.   Den ligger i kommunen Atoyac och delstaten Jalisco, i den centrala delen av landet, 500 km väster om huvudstaden Mexico City. Tultitlán ligger 1 352 meter över havet och antalet invånare är 112.
Terrängen runt Tultitlán är kuperad österut, men västerut är den platt. Runt Tultitlán är det ganska glesbefolkat, med 26 invånare per kvadratkilometer. Närmaste större samhälle är Sayula, 13,9 km sydväst om Tultitlán. I omgivningarna runt Tultitlán växer huvudsakligen savannskog.